# هانا دارلينغ
هانا دارلينغ هي لاعبة سباعيات رغبي ‏ كندية، ولدت في 30 مايو 1996 في بيتيربوروغ في كندا.

## وصلات خارجية
- هانا دارلينغ على موقع سلسلة سباعيات الرغبي العالمية للسيدات (الإنجليزية)
- هانا دارلينغ على موقع اللجنة الأولمبية الدولية (الإنجليزية)
- هانا دارلينغ على موقع أوليمبيديا (الإنجليزية)
- هانا دارلينغ على موقع اللجنة الأولمبية الكندية (الإنجليزية)